# 経団連レファレンスライブラリー
経団連レファレンスライブラリー（Keidanren Reference Library）は、東京都千代田区大手町の経団連会館にあった専門図書館。
（社）経済団体連合会（経団連）と日本経営者団体連盟（日経連）が2002年5月に統合して（社）日本経済団体連合会となり、双方の図書館部門も統合されて新たなライブラリーとなった。
2024年7月、2024年8月31日をもって閉室することを発表した。所蔵資料などについての去就は明らかにされていない。

## 経団連図書館の沿革
総合経済団体として1946年（昭和21年）に発足した経済団体連合会には、経済界の実情を調査する調査部があり、その資料室が置かれていた。1961年（昭和36年）に資料室は調査部から分離して資料部が新設され、その年に社団法人経済団体連合会が発足した。当時は日本工業倶楽部内に部屋があった。1966年（昭和41年）に経団連会館（旧）が竣工すると、資料部もその8階に移転して新たに設置された図書館部となった。
図書館部は会員サービスのために「経団連図書館」を同年11月に開館し、経済産業関係の各種資料を閲覧貸出に供し、レファレンス活動も活発に行った。また情報提供活動の一環として、毎年主題別図書資料展示会を開催した。さらに図書館協力のために専門図書館協議会のメンバーとしても幅広い活動を展開した。そのほかにも近隣の専門図書館ネットワークである大手町資料室連絡会、ビジネス関係の雑誌記事索引を協同化した経済文献研究会、企業史料関係機関の集まった企業史料協議会などの事業にも積極的に取り組んだ。
1992年（平成4年）から2年かけて経団連事務局オフィスが全面リニューアルされた際に組織も機構改革され、1994年4月から図書館部は広報部情報メディア課となり、図書館も「経団連レファレンスライブラリー」と改称された。それに伴いサービス内容を事務局中心に変更し、外部への貸出を廃止、閲覧席も大幅に縮小する一方、事務局職員に対しては幅広いサービスを提供し続けた。インターネットによる経団連関係の情報発信にも取り組んだ。『経済団体連合会五十年史』は、ライブラリーのスタッフも加わって編纂事業がすすめられ、1999年に刊行された。

### 主な展示会
経団連図書館を会場に開催した主な展示会は次の通り。
- 1967年 社史・団体史展示会（開館記念）
- 1973年 第2回社史・経済団体史展示会
- 1974年 企業の社会的責任展示会
- 1978年 第3回社史・経済団体史展示会
- 1980年 第4回社史・経済団体史展示会
- 1981年 日本および日本人論展
- 1982年 第5回社史・経済団体史展示会
- 1984年 第6回社史・経済団体史展示会
- 1986年 第7回社史・経済団体史展示会
- 1988年 国際文化交流に関する資料展
- 1991年 ファイランスロピー展

## 日経連資料室の沿革
1946年（昭和21年）に地方別経営者団体の一つとして設立された関東経営者協会（関経協）には、当初から資料室が設置されていた。1948年（昭和23年）に全国組織として日本経営者団体連盟（日経連）が設立されると、その事務局は関経協と共同で運営されるようになった。日経連資料室の蔵書は経営、労働関係が中心で、事務局各部課に対して調査研究その他必要な資料のサービスを行ってきた。また専門図書館協議会の会員としてその活動に参加していた。

## 統合後の経団連レファレンスライブラリー
2002年（平成14年）に（社）経済団体連合会と日本経営者連盟が統合し（社）日本経済団体連合会が新たに発足（2012年に一般社団法人へ移行）、日経連資料室の蔵書は東京経営者協会情報資料室が継承し、経団連の図書館部門と併設される形で、社会本部情報メディアグループの運営する新たな経団連レファレンスライブラリーとなった。2004年から2008年までは会員向けに社史フォーラムを開催した。講師には吉野浩行 (本田技研工業)、櫻井孝頴 (第一生命保険)など社史作成企業の経営者、武田晴人、橘川武郎など研究者、北康利、井上ひさしなど作家のほか、ライブラリーの社史担当司書村橋勝子も登壇している。
その後ライブラリーは2009年（平成21年）竣工の新しい経団連会館の20階へ移転した。総面積は415㎡から419㎡へ拡大し従前の蔵書収容力を確保、また使いやすく働きやすい環境や情報設備機器の導入を図り、さらに地震等災害対策を考慮した設計を実現している。2018年には運営が（一社）日本経済団体連合会広報本部となっている。
2024年8月をもって閉鎖。

### 蔵書
所蔵資料の収集分野は政治、法律、経済、社会、労働、産業で、日本経団連の活動に関わるものが中心である。2018年時点の蔵書数は和書39,700冊、洋書2,700冊、和雑誌300誌、洋雑誌40誌、新聞15紙で、CD-ROMやDVDなども所蔵している。特色あるコレクションは社史・経済団体史、財界人著作・伝記で、これらは一般資料とは別置されていた。

### サービス
ライブラリーの利用は日本経団連会員企業・団体の役職員に限られ、開館時間は平日9:30から17:00である。サービス内容は閲覧、複写、レファンレンスで、日本経団連職員に対しては貸出、代行検索、SDI（選択的情報提供）なども行っている。図書館間の相互協力については、専門図書館協議会加盟機関として他機関と連携し、近隣の大手町資料室連絡会とも協力を継続していた。